# کوادو بها
کوادو بها (انگلیسی: Kwadwo Baah؛ زادهٔ ۲۷ ژانویهٔ ۲۰۰۳) بازیکن فوتبال اهل بریتانیا است.
از باشگاه‌هایی که در آن بازی کرده‌است می‌توان به باشگاه فوتبال روچدیل اشاره کرد.
وی همچنین در تیم‌های ملی فوتبال زیر ۱۸ سال انگلستان و جوانان آلمان بازی کرده‌است.